# Frank van Kouwen
Frank van Kouwen est un footballeur néerlandais né le 2 juillet 1980 à Weert.

## Palmarès
VVV Venlo
- Eerste divisie (D2)
  - Champion (1) : 2009